# Stanislavove, Uleanovka
Stanislavove (în ucraineană Станіславове) este un sat în comuna Hrușka din raionul Uleanovka, regiunea Kirovohrad, Ucraina.

## Demografie
Componența lingvistică a localității Stanislavove
     Ucraineană (98,61%)
     Rusă (1,39%)
Conform recensământului din 2001, majoritatea populației localității Stanislavove era vorbitoare de ucraineană (98,61%), existând în minoritate și vorbitori de rusă (1,39%).